# Apteronotus leptorhynchus
Apteronotus leptorhynchus és una espècie de peix pertanyent a la família dels apteronòtids.

## Descripció
- Pot arribar a fer 26,9 cm de llargària màxima.
- Aleta dorsal reduïda a un filament dorsal.
- Posseeix un òrgan capaç de produir descàrregues elèctriques, el qual és sensible als nivells de testosterona i emprat en el ritual d'aparellament.
- Els electroreceptors són plenament funcionals en les larves a partir del novè dia de l'eclosió, mentre que l'òrgan elèctric ho és a partir de la seua primera alimentació exògena.[3][4][5][6][7][8]

## Reproducció
Hom creu que assoleix la maduresa sexual en arribar a un any d'edat. Els ous -de 3 mm de diàmetre- són dipositats en esquerdes i les larves es desclouen després de quatre dies i comencen a alimentar-se al cap d'onze.

## Hàbitat
És un peix d'aigua dolça, bentopelàgic i de clima tropical (24 °C-28 °C), el qual viu als rius de corrent ràpid.

## Distribució geogràfica
Es troba a Sud-amèrica: les Guaianes, el Brasil, el Perú, Colòmbia i Veneçuela, incloent-hi el riu Catatumbo.

## Observacions
És inofensiu per als humans i d'hàbits nocturns.